# Franklin Lobos
Franklin Lobos Ramírez (Copiapó, 2 giugno 1957) è un ex calciatore cileno, di ruolo centrocampista.
Nell'agosto 2010 è rimasto coinvolto nell'incidente nella miniera di San José dove è rimasto intrappolato per circa 3 mesi assieme ad altri 32 minatori in seguito a un incidente minerario.

## Palmarès

### Club

#### Competizioni nazionali
- Primera B (Cile): 1

Cobresal: 1983